# Kölner Karnevalsmuseum

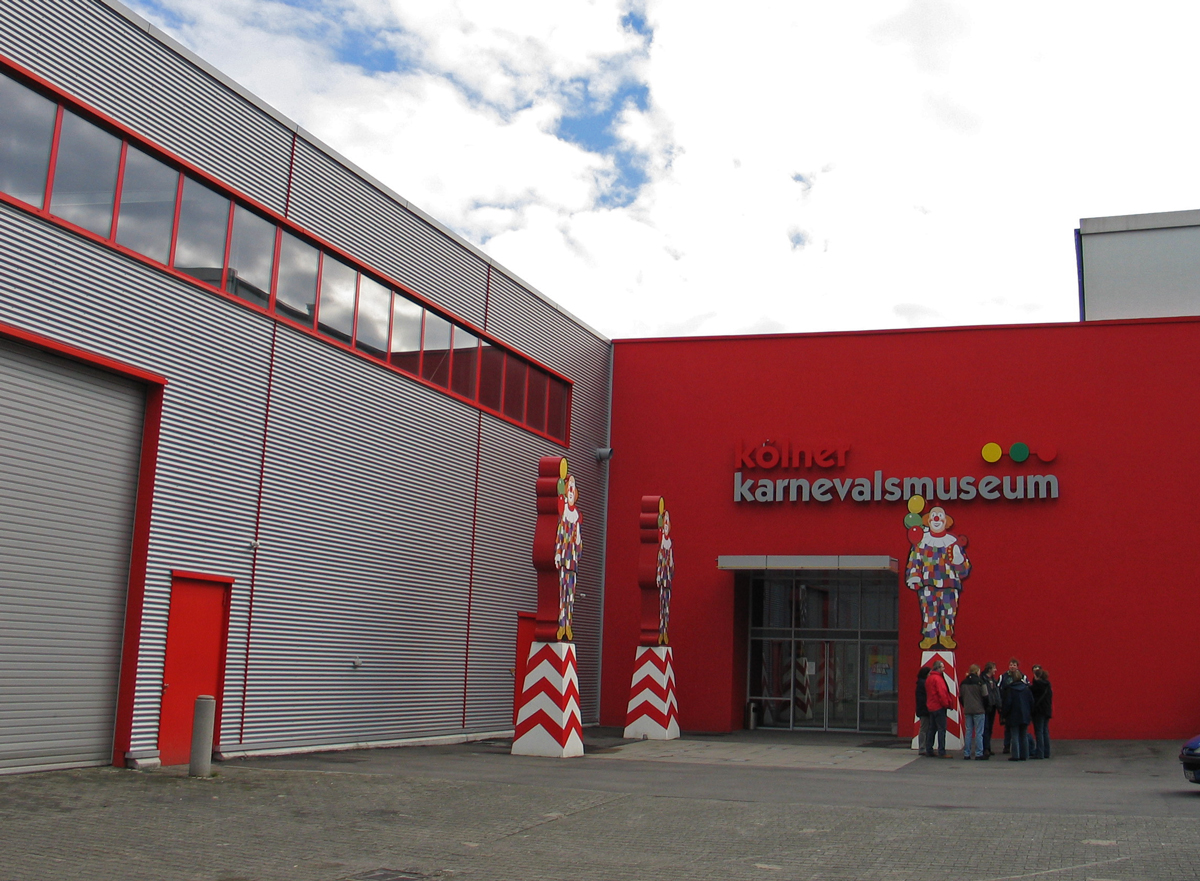
Das Kölner Karnevalsmuseum

Das Kölner Karnevalsmuseum ist das größte Karnevalsmuseum in Deutschland und war einmal monatlich geöffnet.
Es befindet sich im Kölner Stadtteil Ehrenfeld und ist seit August 2022 aufgrund von Umbauarbeiten aus Brandschutzgründen bis auf weiteres geschlossen, nachdem es zuvor bereits wegen der COVID-19-Pandemie in Deutschland geschlossen war.

## Entstehungsgeschichte und Bedeutung
Der Kölner Karneval ist ein gleichermaßen historisches wie großes kulturelles Fest mit überregionaler Bedeutung. Alleine die Interessenvertretung Festkomitee Kölner Karneval vereint mehr als 100 Gesellschaften. In rund 60 weiteren Vereinen, Musikgruppen und Veedelsgemeinschaften wird darüber hinaus gefeiert. Etwa 1,3 Millionen Zuschauer erleben jedes Jahr den Kölner Rosenmontagszug, der mit mindestens 10.000 Teilnehmern der größte Umzug Deutschlands ist. In etwa 500 Sitzungen und Bällen in den Sälen der Stadt wird innerhalb der Karnevalssession gefeiert. 
Das Museum realisiert auf wissenschaftlichem Niveau mit Unterstützung moderner Präsentationstechniken eine museale Aufarbeitung der karnevalistischen Tradition Kölns. Zu den Sponsoren zählen u. a. der Verein Heimatmuseum Köln e.V. (Großer Senat), der Landschaftsverband Rheinland, die Sparkasse KölnBonn, die Kreissparkasse Köln sowie zahlreiche private Spender.

## Geschichte
Am 19. Juni 2005 eröffnet,  besitzt das Kölner Karnevalsmuseum heute eine Gesamtfläche von mehr als 1400 m² auf der die Geschichte und die Vielfalt des Karnevals von seinen Anfängen bis in die Gegenwart präsentiert wird. Im Laufe der Jahrzehnte gab es einige Versuche, in Köln ein Museum einzurichten, das die Vielfalt dieses großen Festes aufzeigt. In den früheren Räumen des Festkomitees des Kölner Karnevals von 1823 e.V. (Antwerpener Straße) in der Kölner Innenstadt gab es bereits ein kleines Museum. Für das neu gegründete Museum wurden sämtliche, teilweise bei den Karnevalsvereinen bisher dezentral aufbewahrten Exponate gesammelt und – durch seltene Gegenstände ergänzt – zu einer einzigartigen Sammlung zusammengefasst.

## Ausstellung
Das Museum ist in mit der Ausstellung zur Geschichte des Karnevals und dem Erlebnisbereich in zwei Bereiche unterteilt.

### Historische Ausstellung
Die historische Ausstellung befasst sich mit der Geschichte des Karnevals, die vor allem anhand von verschiedensten Filmen und Bildern vermittelt wird. Die Zeit der Antike, des Mittelalters, der Weimarer Republik und des Nationalsozialismus wird in diesem Bereich, unter anderem, dargestellt. Eine Vielzahl historischer Schriftstücke und Dokumente, zu den wertvollsten gehört das „Protokollbuch des Festordnenden Comitees“ von 1827, können besichtigt werden. Historische Exponate sowie moderne Audio- und Videoeinheiten vermitteln die wissenswerten Aspekte der jeweiligen Epoche.

### Erlebnisbereich
Der Erlebnisbereich befindet sich in der Museumshalle. Seit Eröffnung des Museums werden Führungen angeboten.